# Albury, Oxfordshire
Albury är en by i civil parish Tiddington-with-Albury, i distriktet South Oxfordshire, i grevskapet Oxfordshire, i England. Byn är belägen 5 km från Thame. Albury var en civil parish fram till 1932 när blev den en del av Tiddington with Albury. Civil parish hade 36 invånare år 1931. Byar nämndes i Domedagsboken (Domesday Book) år 1086, och kallades då Aldeberie.